# Contre-la-montre masculin aux championnats du monde de cyclisme sur route 1999
Navigation
1998 2000
Le contre-la-montre masculin des championnats du monde de cyclisme sur route 1999 a lieu le 7 octobre 1999 autour de Trévise en Italie. Il est remporté par l'Allemand Jan Ullrich.
L'Allemand Jan Ullrich est le favori de cette course. Il vient de remporter le Tour d'Espagne en écrasant ses adversaires au contre-la-montre. Ses deux principaux concurrents sont le Britannique Chris Boardman, champion du monde en 1994, et l'Ukrainien Serhiy Honchar, médaillé les deux années précédentes.
Frank Vandenbroucke, en forme lors de la Vuelta, a préféré ne pas participer afin de ne pas amoindrir ses chances à la course en ligne, dont il est l'un des favoris. Les deux précédents champions Abraham Olano et Laurent Jalabert ne sont pas présents.
Jan Ullrich remporte la course en parcourant les 50,8 km en 1 h 0 min 28 s 44, à une vitesse moyenne de 50,209 km/h.
Le Suédois Michael Andersson constitue la surprise de ce championnat. Il est le 32e coureur à prendre le départ et voit 23 concurrents, dont les anciens champions du monde Chris Boardman et Alex Zülle passer la ligne d'arrivée après lui sans le battre, avant qu'Ullrich n'en finisse et ne le devance de 14 secondes. Boardman est troisième à 59 secondes. Le Letton Raivis Belohvoščiks, quatrième, est la deuxième surprise de la course.
Le Moldave Igor Bonciucov a été déclaré inapte à la course en raison d'un hématocrite trop élevé,.

## Classement
|                           | Coureur                     | Pays           |    | Temps              |
| ------------------------- | --------------------------- | -------------- | -- | ------------------ |
| Médaille d'or, monde      | Jan Ullrich                 | Allemagne      | en | 1 h 00 min 28 s 44 |
| Médaille d'argent, monde  | Michael Andersson           | Suède          | +  | 14 s 09            |
| Médaille de bronze, monde | Chris Boardman              | Royaume-Uni    | +  | 58 s 66            |
| 4.                        | Raivis Belohvoščiks         | Lettonie       | +  | 1 min 04 s 50      |
| 5.                        | Melchior Mauri              | Espagne        | +  | 1 min 18 s 81      |
| 6.                        | Serhiy Honchar              | Ukraine        | +  | 1 min 19 s 53      |
| 7.                        | Gilles Maignan              | France         | +  | 1 min 25 s 40      |
| 8.                        | Erik Dekker                 | Pays-Bas       | +  | 1 min 40 s 59      |
| 9.                        | Jens Voigt                  | Allemagne      | +  | 1 min 45 s 11      |
| 10.                       | Alex Zülle                  | Suisse         | +  | 1 min 45 s 79      |
| 11.                       | Viatcheslav Ekimov          | Russie         | +  | 1 min 53 s 59      |
| 12.                       | Eugen Wacker                | Kirghizistan   | +  | 2 min 00 s 52      |
| 13.                       | Andrei Teteriouk            | Kazakhstan     | +  | 2 min 01 s 34      |
| 14.                       | Álvaro González de Galdeano | Espagne        | +  | 2 min 13 s 31      |
| 15.                       | Marco Velo                  | Italie         | +  | 2 min 14 s 39      |
| 16.                       | Raimondas Rumšas            | Lituanie       | +  | 2 min 15 s 72      |
| 17.                       | Christophe Moreau           | France         | +  | 2 min 19 s 40      |
| 18.                       | Artūras Kasputis            | Lituanie       | +  | 2 min 20 s 09      |
| 19.                       | Beat Zberg                  | Suisse         | +  | 2 min 22 s 01      |
| 20.                       | Chann McRae                 | États-Unis     | +  | 2 min 26 s 93      |
| 21.                       | Bert Roesems                | Belgique       | +  | 2 min 28 s 32      |
| 22.                       | Nathan O'Neill              | Australie      | +  | 2 min 39 s 20      |
| 23.                       | Rik Verbrugghe              | Belgique       | +  | 2 min 56 s 54      |
| 24.                       | Martin Hvastija             | Slovénie       | +  | 3 min 04 s 04      |
| 25.                       | Eric Wohlberg               | Canada         | +  | 3 min 04 s 06      |
| 26.                       | Piotr Przydział             | Pologne        | +  | 3 min 08 s 64      |
| 27.                       | Tomasz Brożyna              | Pologne        | +  | 3 min 15 s 59      |
| 28.                       | Ruslan Ivanov               | Moldavie       | +  | 3 min 18 s 99      |
| 29.                       | Martin Rittsel              | Suède          | +  | 3 min 38 s 02      |
| 30.                       | Florian Wiesinger           | Autriche       | +  | 3 min 49 s 27      |
| 31.                       | Bradley McGee               | Australie      | +  | 3 min 51 s 97      |
| 32.                       | Jan Hruška                  | Tchéquie       | +  | 3 min 53 s 66      |
| 33.                       | Michael Sandstød            | Danemark       | +  | 4 min 13 s 52      |
| 34.                       | Sergiy Matveyev             | Ukraine        | +  | 4 min 15 s 98      |
| 35.                       | Milan Kadlec                | Tchéquie       | +  | 4 min 19 s 46      |
| DSQ                       | Levi Leipheimer             | États-Unis     | +  | 4 min 27 s 69      |
| 37.                       | Andrey Mizurov              | Kazakhstan     | +  | 4 min 34 s 23      |
| 38.                       | Bart Voskamp                | Pays-Bas       | +  | 4 min 34 s 39      |
| 39.                       | Ondrej Slobodnik            | Slovaquie      | +  | 4 min 36 s 57      |
| 40.                       | Gianmario Ortenzi           | Italie         | +  | 5 min 11 s 21      |
| 41.                       | José Azevedo                | Portugal       | +  | 5 min 22 s 17      |
| 42.                       | Dmitriy Fofonov             | Kazakhstan     | +  | 5 min 25 s 09      |
| 43.                       | René Haselbacher            | Autriche       | +  | 5 min 30 s 51      |
| 44.                       | Chris Newton                | Royaume-Uni    | +  | 5 min 30 s 94      |
| 45.                       | Jaan Kirsipuu               | Estonie        | +  | 5 min 58 s 84      |
| 46.                       | Mikoš Rnjaković             | Yougoslavie    | +  | 6 min 05 s 06      |
| 47.                       | Benoît Joachim              | Luxembourg     | +  | 6 min 23 s 97      |
| 48.                       | Ján Valach                  | Slovaquie      | +  | 7 min 01 s 77      |
| 49.                       | Branko Filip                | Slovénie       | +  | 7 min 28 s 23      |
| 50.                       | Morne Bester                | Afrique du Sud | +  | 7 min 47 s 24      |
| 51.                       | Amar El Nady                | Égypte         | +  | 8 min 01 s 18      |
| 52.                       | Alexandr Kozlov             | Biélorussie    | +  | 8 min 12 s 48      |
| 53.                       | Sergei Stets                | Biélorussie    | +  | 8 min 53 s 29      |
| 54.                       | Ervin Lika                  | Albanie        | +  | 9 min 38 s 16      |
| 55.                       | Marc Vanacker               | Luxembourg     | +  | 10 min 27 s 42     |
| 56.                       | Besnik Musaji               | Albanie        | +  | 11 min 14 s 05     |
| —                         | Igor Bonciucov              | Moldavie       | +  | non-partant        |
| —                         | David George                | Afrique du Sud | +  | non-partant        |
| —                         | Sergey Krushevskiy          | Ouzbékistan    | +  | non-partant        |